# بطولة العالم لسباق الدراجات على الطريق 2006
بطولة العالم لسباق الدراجات على الطريق 2006 هي الدورة ال79 من بطولة العالم لسباق الدراجات على الطريق، أجريت في زالتسبورغ، النمسا.

## النتائج النهائية
| المسابقة              | ذهبية                                | فضية                              | برونزية                            |
| --------------------- | ------------------------------------ | --------------------------------- | ---------------------------------- |
| الرجال                |                                      |                                   |                                    |
| سباق الطريق ضد الساعة | باولو بتيني (إيطاليا)                | إريك تسابل (ألمانيا)              | أليخاندرو بالبيردي (إسبانيا)       |
| سباق الطريق المداري   | فابيان كانسيليرا (سويسرا)            | ديفيد زابريسكي (الولايات المتحدة) | أليكساندر فينوكوروف (كازاخستان)    |
| السيدات               |                                      |                                   |                                    |
| سباق الطريق ضد الساعة | كريستين ارمسترونغ (الولايات المتحدة) | Karin Thürig ‏ (سويسرا)            | كريستين ثوربورن (الولايات المتحدة) |
| سباق الطريق المداري   | ماريان فوس (هولندا)                  | تريكسي ووراك (ألمانيا)            | نيكول كوك (المملكة المتحدة)        |
| رجال أقل من 23 سنة    |                                      |                                   |                                    |
| سباق الطريق المداري   | جيرالد سيوليك (ألمانيا)              | رومان فيلو (فرنسا)                | Alexander Khatuntsev ‏ (روسيا)      |
| سباق الطريق ضد الساعة | دومينيك كورنو (بلجيكا)               | ميخائيل إيغناتيف (دراج) (روسيا)   | جيروم كوبل (فرنسا)                 |
| شبان                  |                                      |                                   |                                    |
| سباق الطريق المداري   | دييغو يليسي (إيطاليا)                | نيكي أوسترغارد (الدنمارك)         | توني قالوبا (فرنسا)                |
| سباق الطريق ضد الساعة | مارسيل كيتل (ألمانيا)                | اتيان بييريه (فرنسا)              | توني قالوبا (فرنسا)                |
| شابات                 |                                      |                                   |                                    |
| سباق الطريق المداري   | راسا ليليفيتو (ليتوانيا)             | Marina Romoli (إيطاليا)           | Eleonora Patuzzo ‏ (إيطاليا)        |
| سباق الطريق ضد الساعة | Rebecca Spence (نيوزيلندا)           | ليسيا كاليتوفسكا (أوكرانيا)       | Mie Lacota ‏ (الدنمارك)             |